# Phialostele scytopetali
Phialostele scytopetali är en svampart som beskrevs av Deighton 1969. Phialostele scytopetali ingår i släktet Phialostele, divisionen sporsäcksvampar och riket svampar.   Inga underarter finns listade i Catalogue of Life.